# دخان البحر

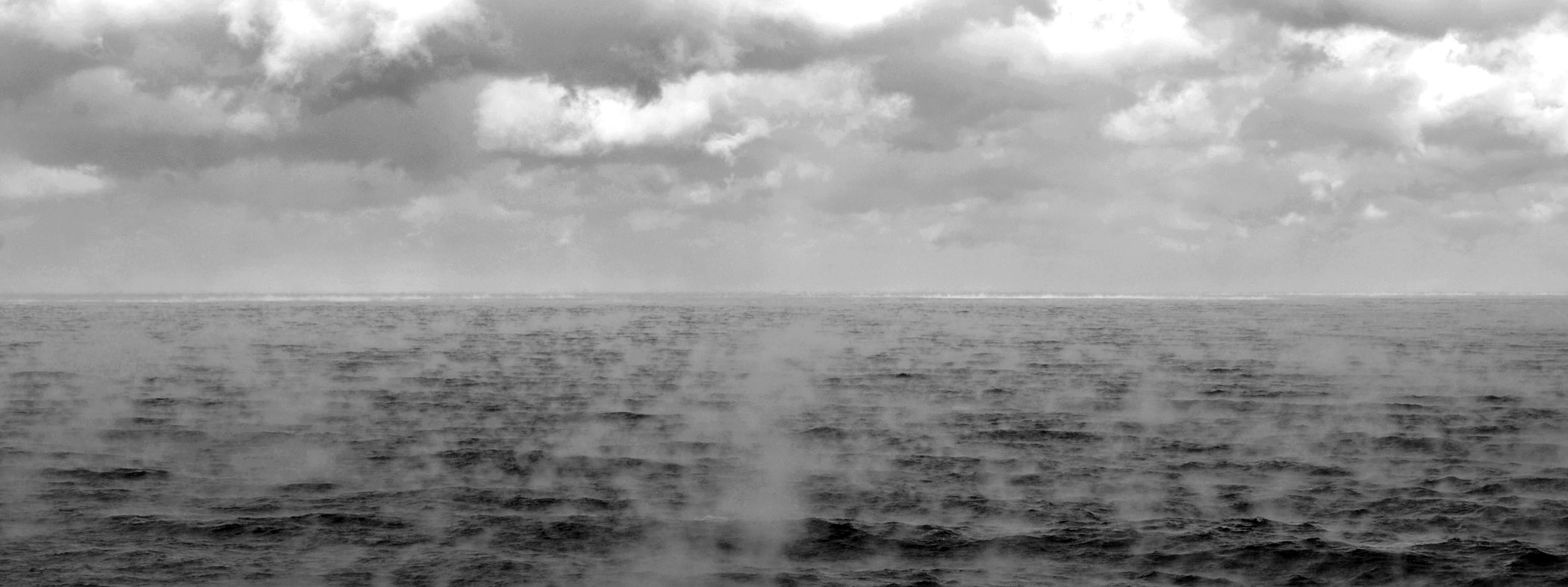
دخان البحر في المحيط الأطلسي

دخان البحر هو ضباب يتشكل عندما يتحرك الهواء البارد جدًا فوق الماء الدافئ. دخان بحر القطب الشمالي هو دخان بحري يتشكل فوق بقع صغيرة من المياه المفتوحة في الجليد البحري.